# Interlands Malagassisch voetbalelftal 1970-1979
Deze pagina toont een chronologisch en gedetailleerd overzicht van de interlands die het Malagassisch voetbalelftal speelde in de periode 1970 – 1979.

## Interlands

### 1970
|                                                           |            |       |           |  |
| 15 november Kwalificatie ANC 1972 № ?? «onderlinge duels» | Madagaskar | 2 – 1 | Mauritius |  |
| 15 november Kwalificatie ANC 1972 № ?? «onderlinge duels» |            |       |           |  |

|                                                           |           |       |            |  |
| 29 november Kwalificatie ANC 1972 № ?? «onderlinge duels» | Mauritius | 4 – 1 | Madagaskar |  |
| 29 november Kwalificatie ANC 1972 № ?? «onderlinge duels» |           |       |            |  |

### 1971
|                                                   |            |       |         |  |
| 1 maart Vriendschappelijk № ?? «onderlinge duels» | Madagaskar | 2 – 1 | Liberia |  |
| 1 maart Vriendschappelijk № ?? «onderlinge duels» |            |       |         |  |

|                                                   |         |       |            |  |
| 7 maart Vriendschappelijk № ?? «onderlinge duels» | Lesotho | 1 – 2 | Madagaskar |  |
| 7 maart Vriendschappelijk № ?? «onderlinge duels» |         |       |            |  |

|                                                    |            |       |           |  |
| 28 maart Vriendschappelijk № ?? «onderlinge duels» | Madagaskar | 3 – 0 | Mauritius |  |
| 28 maart Vriendschappelijk № ?? «onderlinge duels» |            |       |           |  |

|                                                    |           |       |            |  |
| 11 april Vriendschappelijk № ?? «onderlinge duels» | Mauritius | 4 – 1 | Madagaskar |  |
| 11 april Vriendschappelijk № ?? «onderlinge duels» |           |       |            |  |

|                                                    |        |       |            |  |
| 9 mei Kwalificatie OS 1972 № ?? «onderlinge duels» | Malawi | 2 – 1 | Madagaskar |  |
| 9 mei Kwalificatie OS 1972 № ?? «onderlinge duels» |        |       |            |  |

|                                                      |            |       |        |  |
| 27 juni Kwalificatie OS 1972 № ?? «onderlinge duels» | Madagaskar | 4 – 2 | Malawi |  |
| 27 juni Kwalificatie OS 1972 № ?? «onderlinge duels» |            |       |        |  |

|                                                       |            |       |           |  |
| 29 november Vriendschappelijk № ?? «onderlinge duels» | Madagaskar | 1 – 1 | Mauritius |  |
| 29 november Vriendschappelijk № ?? «onderlinge duels» |            |       |           |  |

### 1972
|                                                       |            |       |          |  |
| 23 april Kwalificatie OS 1972 № ?? «onderlinge duels» | Madagaskar | 1 – 2 | Ethiopië |  |
| 23 april Kwalificatie OS 1972 № ?? «onderlinge duels» |            |       |          |  |

|                                                    |         |       |          |  |
| 29 april Vriendschappelijk № ?? «onderlinge duels» | Lesotho | 0 – 1 | Tanzania |  |
| 29 april Vriendschappelijk № ?? «onderlinge duels» |         |       |          |  |

|                                                    |        |       |            |  |
| 7 mei Kwalificatie OS 1972 № ?? «onderlinge duels» | Soedan | 3 – 0 | Madagaskar |  |
| 7 mei Kwalificatie OS 1972 № ?? «onderlinge duels» |        |       |            |  |

|                                                     |          |       |            |  |
| 14 mei Kwalificatie OS 1972 № ?? «onderlinge duels» | Ethiopië | 3 – 2 | Madagaskar |  |
| 14 mei Kwalificatie OS 1972 № ?? «onderlinge duels» |          |       |            |  |

|                                                  |       |       |            |  |
| 17 mei Vriendschappelijk № ?? «onderlinge duels» | Kenia | 1 – 3 | Madagaskar |  |
| 17 mei Vriendschappelijk № ?? «onderlinge duels» |       |       |            |  |

|                                                     |            |       |        |  |
| 28 mei Kwalificatie OS 1972 № ?? «onderlinge duels» | Madagaskar | 0 – 2 | Soedan |  |
| 28 mei Kwalificatie OS 1972 № ?? «onderlinge duels» |            |       |        |  |

### 1973
|                                                        |            |       |        |  |
| 22 april Kwalificatie ANC 1974 № ?? «onderlinge duels» | Madagaskar | 1 – 3 | Zambia |  |
| 22 april Kwalificatie ANC 1974 № ?? «onderlinge duels» |            |       |        |  |

|                                                     |        |       |            |  |
| 6 mei Kwalificatie ANC 1974 № ?? «onderlinge duels» | Zambia | 1 – 2 | Madagaskar |  |
| 6 mei Kwalificatie ANC 1974 № ?? «onderlinge duels» |        |       |            |  |

### 1978
|                                                          |            |       |        |  |
| 3 december Kwalificatie ANC 1980 № ?? «onderlinge duels» | Madagaskar | 2 – 1 | Malawi |  |
| 3 december Kwalificatie ANC 1980 № ?? «onderlinge duels» |            |       |        |  |

|                                                           |        |       |            |  |
| 17 december Kwalificatie ANC 1980 № ?? «onderlinge duels» | Malawi | 5 – 1 | Madagaskar |  |
| 17 december Kwalificatie ANC 1980 № ?? «onderlinge duels» |        |       |            |  |

### 1979
|                                                    |            |       |       |  |
| 29 april Vriendschappelijk № ?? «onderlinge duels» | Madagaskar | 4 – 0 | Kenia |  |
| 29 april Vriendschappelijk № ?? «onderlinge duels» |            |       |       |  |

|                                                     |            |       |          |  |
| 12 mei Kwalificatie OS 1980 № ?? «onderlinge duels» | Madagaskar | 2 – 1 | Ethiopië |  |
| 12 mei Kwalificatie OS 1980 № ?? «onderlinge duels» |            |       |          |  |

|                                                     |          |       |            |  |
| 27 mei Kwalificatie OS 1980 № ?? «onderlinge duels» | Ethiopië | 1 – 1 | Madagaskar |  |
| 27 mei Kwalificatie OS 1980 № ?? «onderlinge duels» |          |       |            |  |

|                                                   |            |       |          |  |
| 29 juli Vriendschappelijk № ?? «onderlinge duels» | Madagaskar | 2 – 4 | Tanzania |  |
| 29 juli Vriendschappelijk № ?? «onderlinge duels» |            |       |          |  |

|                                                      |            |       |          |  |
| 1 augustus Vriendschappelijk № ?? «onderlinge duels» | Madagaskar | 1 – 0 | Tanzania |  |
| 1 augustus Vriendschappelijk № ?? «onderlinge duels» |            |       |          |  |

|                                                         |            |       |        |  |
| 9 december Kwalificatie OS 1980 № ?? «onderlinge duels» | Madagaskar | 1 – 1 | Egypte |  |
| 9 december Kwalificatie OS 1980 № ?? «onderlinge duels» |            |       |        |  |

|                                                          |        |                                |            |  |
| 21 december Kwalificatie OS 1980 № ?? «onderlinge duels» | Egypte | 1 – 1 (4 – 3 na strafschoppen) | Madagaskar |  |
| 21 december Kwalificatie OS 1980 № ?? «onderlinge duels» |        |                                |            |  |

FMF · A-internationals · Malagassisch vrouwenelftal
1960 – 1969 ·
1970 – 1979 ·
1980 – 1989 ·
1990 – 1999 ·
2000 – 2009 ·
2010 – 2019 ·
2020 − 2029
1963 ·
1964 ·
1965 ·
1966 · 
1967 ·
1968 ·
1969 · 
1970 · 
1971 · 
1972 ·
1973 · 
1974 ·
1975 ·
1976 ·
1977 ·
1978 · 
1979 ·
1980 · 
1981 · 
1982 ·
1983 · 
1984 ·
1985 · 
1986 ·
1987 ·
1988 ·
1989 ·
1990 ·
1991 ·
1992 ·
1993 ·
1994 · 
1995 ·
1996 ·
1997 ·
1998 ·
1999 · 
2000 · 
2001 · 
2002 · 
2003 · 
2004 · 
2005 · 
2006 · 
2007 · 
2008 · 
2009 · 
2010 · 
2011 · 
2012 · 
2013 ·
2014 ·
2015 ·
2016 ·
2017 ·
2018 ·
2019 ·
2020 ·
2021 ·
2022 ·
2023 ·
2024
Algerije ·
Angola ·
Benin ·
Botswana ·
Burkina Faso ·
Burundi ·
Centraal-Afrikaanse Republiek ·
Comoren ·
Congo-Brazzaville ·
Congo-Kinshasa ·
Egypte ·
Equatoriaal-Guinea ·
Ethiopië ·
Gabon ·
Gambia ·
Ghana ·
Guinee ·
Iran ·
Ivoorkust ·
Kaapverdië ·
Kameroen ·
Kenia ·
Kosovo ·
Lesotho ·
Liberia ·
Luxemburg ·
Malawi · 
Mali · 
Mauritanië ·
Mauritius · 
Mozambique · 
Namibië · 
Niger ·
Nigeria · 
Oeganda · 
Rwanda ·
Sao Tomé en Principe ·
Senegal ·
Seychellen · 
Soedan ·
Swaziland · 
Tanzania · 
Togo · 
Tsjaad ·
Tunesië · 
Zambia · 
Zimbabwe · 
Zuid-Afrika
CONMEBOL: Colombia · Ecuador

UEFA: Albanië · België · Bulgarije · Cyprus · Denemarken · West-Duitsland · Duitse Democratische Republiek · Engeland · Finland · Frankrijk · Griekenland · Hongarije · IJsland · Ierland · Italië · Joegoslavië · Luxemburg · Malta · Nederland · Noord-Ierland · Noorwegen · Oostenrijk · Polen · Portugal · Roemenië · Schotland ·  Sovjet-Unie ·  Spanje · Tsjecho-Slowakije · Turkije · Wales ·  Zweden · Zwitserland

CAF: Madagaskar AFC: Israël